# 오고웨롤로주

오고웨롤로 주

오고웨롤로주(프랑스어: Ogooué-Lolo)는 가봉의 주로 주도는 쿨라무투이며 면적은 25,380km2, 인구는 64,534명(2010년 기준)이다. 남쪽으로는 콩고 공화국과 국경을 접하며 서쪽으로는 응구니에 주, 북서쪽으로는 무아얭오고웨 주, 북쪽으로는 오고웨이빈도 주, 동쪽으로는 오트오고웨 주와 접한다. 3개 현을 관할한다.